# 里诺·布里奇
里诺·布里奇（1997年4月5日—），克罗地亚男子水球运动员。他曾代表克罗地亚国家队参加2024年夏季奥林匹克运动会男子水球比赛，获得一枚银牌。